# Filmografia di Sherlock Holmes
Questo è l'elenco di tutti i film e le serie televisive nei quali appare il personaggio di Sherlock Holmes.

## Lungometraggi

### 1910
- Der Hund von Baskerville, regia di Rudolf Meinert (1914)
- Der Hund von Baskerville, 2. Teil - Das einsame Haus, regia di Rudolf Meinert (1914)
- A Study in Scarlet, regia di George Pearson (1914)
- Das dunkle Schloß, regia di Willy Zeyn Sr. (1915)
- Der Hund von Baskerville, 3. Teil - Das unheimliche Zimmer, regia di Richard Oswald (1915)
- Il mastino dei Baskerville (Der Hund von Baskerville, 4. Teil), regia di Richard Oswald (1915)
- Sherlock Holmes, regia di Arthur Berthelet (1916)
- The Valley of Fear, regia di Alexander Butler (1916)
- Der Erdstrommotor, regia di Carl Heinz Wolff (1917)
- Die Kassette, regia di Carl Heinz Wolff (1917)
- Der Schlangenring, regia di Carl Heinz Wolff (1917)
- Was er im Spiegel sah, regia di Carl Heinz Wolff (1918)

### 1920
- Der Hund von Baskerville - 6. Teil: Das Haus ohne Fenster, regia di Willy Zeyn Sr. (1920)
- Il cane di Baskerville (The Hound of the Baskervilles), regia di Maurice Elvey (1921)
- Sherlock Holmes, regia di Albert Parker (1922)
- La palla nº 13 (Sherlock Jr.), regia di Buster Keaton (1924)
- Il cane di Baskerville (Der Hund von Baskerville), regia di Richard Oswald (1929)
- The Return of Sherlock Holmes, regia di Basil Dean (1929)

### 1930
- Galas de la Paramount (Paramount on Parade), regia di Dorothy Arzner, Otto Brower e altri (1930)
- Il re dell'ombra (The Sleeping Cardinal), regia di Leslie S. Hiscott (1931)
- The Speckled Band, regia di Jack Raymond (1931)
- The Missing Rembrandt, regia di Leslie Stephenson Hiscott (1932)
- Lelícek ve sluzbách Sherlocka Holmese, regia di Karel Lamač (1932)
- The Hound of the Baskervilles, regia di Gareth Gundrey (1932)
- Il segno dei quattro (The Sign of Four: Sherlock Holmes' Greatest Case), regia di Graham Cutts (1932)
- Sherlock Holmes, regia di William K. Howard (1932)
- Le roi bis, regia di Robert Beaudoin (1932)
- A Study in Scarlet, regia di Edwin L. Marin (1933)
- Il trionfo di Sherlock Holmes (The Triumph of Sherlock Holmes), regia di Leslie S. Hiscott (1935)
- Der Hund von Baskerville, regia di Karel Lamač (1937)
- Sherlock Holmes alle corse (Silver Blaze), regia di Thomas Bentley (1937)
- The Three Garridebs, regia di Eustace Wyatt - film TV (1937)
- Sherlock Holmes e il mastino di Baskerville (The Hound of the Baskervilles), regia di Sidney Lanfield (1939)
- Le avventure di Sherlock Holmes (The Adventures of Sherlock Holmes), regia di Alfred L. Werker (1939)

### 1940
- Sherlock Holmes e la voce del terrore (Sherlock Holmes and the Voice of Terror) (1942)
- Sherlock Holmes e l'arma segreta (Sherlock Holmes and the Secret Weapon) (1943)
- Sherlock Holmes a Washington (Sherlock Holmes in Washington) (1943)
- Sherlock Holmes di fronte alla morte (Sherlock Holmes Faces Death) (1943)
- Crazy House (1943)
- Sherlock Holmes (The Spider Woman) (1943)
- L'artiglio scarlatto (The Scarlet Claw) (1944)
- Sherlock Holmes e la perla della morte (The Pearl of Death) (1944)
- Sherlock Holmes e la casa del terrore (The House of Fear) (1945)
- Sherlock Holmes e la donna in verde (The Woman in Green) (1945)
- Destinazione Algeri (Pursuit to Algiers) (1945)
- Terrore nella notte (Terror by Night) (1946)
- Il mistero del carillon (Dressed to Kill) (1946)

### 1950
- Sherlock Holmes: The Man Who Disappeared - film TV (1951)
- The Adventure of the Mazarin Stone - film TV (1951)
- Der Hund von Baskerville - film TV (1955)
- Sherlock Holmes ja kaljupäisten kerho - film TV (1957)
- Dr. med. Hiob Praetorius - film TV (1958)
- La furia dei Baskerville (The Hound of the Baskervilles), regia di Terence Fisher (1959)

### 1960
- Sherlock Holmes - La valle del terrore (Sherlock Holmes und das Halsband des Todes), regia di Terence Fisher (1962)
- Sherlock Holmes: notti di terrore (A Study in Terror), regia di James Hill (1965)
- The Double-Barrelled Detective Story, regia di Adolfas Mekas (1965)
- Une aventure de Sherlock Holmes, regia di Jean-Paul Carrère - film TV (1967)
- Il club dei libertini (The Best House in London), regia di Philip Saville (1969)

### 1970
- Vita privata di Sherlock Holmes (The Private Life of Sherlock Holmes), regia di Billy Wilder (1970)
- Touha Sherlocka Holmese, regia di Stepán Skalský (1971)
- Sobaka Baskerviley, regia di Antonina Zinoveva - film TV (1971)
- The Hound of the Baskervilles, regia di Barry Crane - film TV (1972)
- Il fratello più furbo di Sherlock Holmes (The Adventure of Sherlock Holmes' Smarter Brother), regia di Gene Wilder (1975)
- Sherlock Holmes a New York (Sherlock Holmes in New York), regia di Boris Sagal - film TV (1976)
- Sherlock Holmes: soluzione settepercento (The Seven-Per-Cent Solution), regia di Herbert Ross (1976)
- Silver Blaze, regia di John Davies - film TV (1977)
- Il cagnaccio dei Baskervilles (The Hound of the Baskervilles), regia di Paul Morrissey (1978)
- Goluboy karbunkul, regia di Nikolai Lukyanov - film TV (1979)
- Assassinio su commissione (Murder by Decree), regia di Bob Clark (1979)
- Kille, kille Händchen, regia di Günter Stahnke - film TV (1979)

### 1980
- Sherlock Holmes, regia di Jean Hennin - film TV (1982)
- Il segno dei quattro (Sherlock Holmes and the Sign of Four) (1983)
- La valle della paura (Sherlock Holmes and the Valley of Fear) (1983)
- Uno studio in rosso (Sherlock Holmes and a Study in Scarlet) (1983)
- Il mastino di Baskerville (Sherlock Holmes and the Baskerville Curse) (1983)
- Il mastino di Baskerville (The Hound of the Baskervilles), regia di Douglas Hickox - film TV (1983)
- Il segno dei quattro (The Sign of Four), regia di Desmond Davis - film TV (1983)
- The Case of Marcel Duchamp, regia di David Rowan (1984)
- Seung lung chut hoi, regia di Philip Chan (1984)
- La maschera della morte (The Masks of Death), regia di Roy Ward Baker - film TV (1984)
- Piramide di paura (Young Sherlock Holmes), regia di Barry Levinson (1985)
- Basil l'investigatopo (The Great Mouse Detective), regia di Ron Clements e John Musker (1986)
- The Return of Sherlock Holmes, regia di Kevin Connor - film TV (1987)
- The Sign of Four, regia di Peter Hammond - film TV (1987)
- Testimony, regia di Tony Palmer (1987)
- Il mastino dei Baskerville (The Hound of the Baskervilles), regia di Brian Mills - film TV (1988)
- Senza indizio (Without a Clue), regia di Thom Eberhardt (1988)

### 1990
- Hands of a Murderer, regia di Stuart Orme - film TV (1990)
- Sherlock Holmes en Caracas, regia di Juan Fresán (1991)
- Sherlock Holmes - Il mistero del crocifero di sangue (The Crucifer of Blood), regia di Fraser Clarke Heston - film TV (1991)
- Sherlock Holmes and the Leading Lady, regia di Peter Sasdy - film TV (1991)
- Splhající profesor, regia di Zdeněk Zelenka - film TV (1992)
- Sherlock Holmes: Incident at Victoria Falls, regia di Bill Corcoran - film TV (1992)
- The Other Side, regia di Gareth Davies - film TV (1992)
- The Hound of London, regia di Gil Letourneau e Peter Reynolds-Long - film TV (1993)
- Sherlock Holmes Returns, regia di Kenneth Johnson - film TV (1993)
- Fu er mo si yu zhong guo nu xia, regia di Yunzhou Liu e Chi Wang (1994)

### 2000
- Il mastino di Baskerville (The Hound of the Baskervilles), regia di Rodney Gibbons  - film TV (2000)
- Il segno dei quattro (The Sign of Four), regia di Rodney Gibbons  - film TV (2001)
- O Xangô de Baker Street, regia di Miguel Faria Jr. (2001)
- Scandalo in Boemia (The Royal Scandal), regia di Rodney Gibbons - film TV (2001)
- Sherlock, regia di Graham Theakston - film TV (2002)
- Il vampiro di Whitechapel (The Case of the Whitechapel Vampire), regia di Rodney Gibbons - film TV (2002)
- Il mastino dei Baskerville (The Hound of the Baskervilles), regia di David Attwood - film TV (2002)
- Sherlock Holmes ed il caso della calza di seta (Sherlock Holmes and the Case of the Silk Stocking), regia di Simon Cellan Jones - film TV (2004)
- Sherlock Holmes and the Baker Street Irregulars, regia di Julian Kemp - film TV (2007)
- Sherlock Holmes, regia di Guy Ritchie (2009)

### 2010
- Sherlock Holmes e la corona d'Inghilterra (Sir Arthur Conan Doyle's Sherlock Holmes), regia di Rachel Goldenberg (2010)
- Sherlock Holmes and the Shadow Watchers, regia di Anthony D.P. Mann (2011)
- Sherlock Holmes, regia di George Anton (2011)
- Sherlock Holmes - Gioco di ombre (Sherlock Holmes: A Game of Shadows), regia di Guy Ritchie (2011)
- Tom & Jerry incontrano Sherlock Holmes, regia di Spike Brandt e Jeff Siergey (2010)
- Sherlock Holmes and the Adventure of the Five Acts, regia di Thomas Lynskey (2012)
- Holmes & Watson. Madrid Days, regia di José Luis Garci (2012)
- How Sherlock Changed the World, regia di Paul Bernays - film TV (2013)
- Mr. Holmes - Il mistero del caso irrisolto (Mr. Holmes), regia di Bill Condon (2015)
- Sherlock Gnomes, regia di John Stevenson (2018)
- Holmes & Watson - 2 de menti al servizio della regina (Holmes & Watson), regia di Etan Cohen (2018)

### 2020
- Enola Holmes, regia di Harry Bradbeer (2020)

## Serie televisive
- Sherlock Holmes - serie TV (1951)
- Sherlock Holmes - serie TV (1954-1955)
- Sherlock Holmes - serie TV (1964-1968)
- Sherlock Holmes - serie TV (1967-1968)
- Sherlock Holmes, regia di Guglielmo Morandi - miniserie TV (1968)
- The Adventures of Sherlock Holmes and Dr. Watson - serie TV (1979-1986)[1]
- Sherlock Holmes e il dottor Watson (Sherlock Holmes and Doctor Watson) - serie TV (1979-1980)
- The Hound of the Baskervilles - miniserie TV (1982)
- Young Sherlock: The Mystery of the Manor House - miniserie TV (1982)
- Le avventure di Sherlock Holmes (The Adventures of Sherlock Holmes) - serie TV (1984-1985)
- Il ritorno di Sherlock Holmes (The Return of Sherlock Holmes) - serie TV (1986-1988)
- Il taccuino di Sherlock Holmes (The Case-Book of Sherlock Holmes) - serie TV (1991-1993)
- Le memorie di Sherlock Holmes (The Memoirs of Sherlock Holmes) - serie TV (1994)[2]
- Sherlok Kholms - serie TV (2013)
- Sherlock in Russia - serie TV (2020)

### Adattamenti in chiave moderna
- Sherlock - serie TV (2010-2017)[3]
- Elementary - serie TV (2012-2019)[4]
- Sherlock: Untold Stories - serie TV (2019)[5]

### Adattamenti liberamente ispirati a Sherlock Holmes
- The Baker Street Boys, regia di Marilyn Fox e Michael Kerrigan - miniserie TV (1983)[6]
- Le avventure di Shirley Holmes (The Adventures of Shirley Holmes) - serie TV (1996-2000)[7]
- Murder Rooms. Gli oscuri inizi di Sherlock Holmes (Murder Rooms: Mysteries of the Real Sherlock Holmes) - serie TV (2000-2001)[8]
- No Place Like Holmes - serie TV (2010-in corso)[9]
- 221B - serie TV (2013)[10]
- Miss Sherlock - serie TV (2018)[11]
- Gli Irregolari di Baker Street (The Irregulars) - serie TV (2021)[6]

### Singoli episodi televisivi
- Texaco Star Theatre – serie TV, 6x11(1949)[12]
- Your Show Time – serie TV, 1x10 (1949)
- Suspense - serie TV, episodio The Adventure of the Black Baronet (1953)
- Die Galerie der großen Detektive - serie TV, episodio Sherlock Holmes liegt im Sterben (1954)
- Endless Adventure - serie TV, 1x05 (1959)
- The Two Ronnies - serie TV, 2x06 (1972)
- Comedy Playhouse - serie TV, episodio Elementary My Dear Watson (1973)
- Les grands détectives - serie TV, episodio Sherlock Holmes: Le signe des quatre (1974)
- Au théâtre ce soir - serie TV, episodio Le chien des Baskerville (1974)
- Zwei himmlische Töchter - serie TV, episodio Eine Show durch Europa (1978)
- Crime Writers - serie TV, episodio The Great Detective (1978)
- CBS Children's Mystery Theatre - serie TV, episodio The Treasure of Alpheus T. Winterborn (1980)
- Standing Room Only - serie TV, episodio Sherlock Holmes (1981)
- Fantasilandia (Fantasy Island) - serie TV, 5x15 (1982)
- Science Fiction - serie TV, episodio Sherlock Holmes and the Case of the Missing Link (1992)

## Prodotti d'animazione

### Cartoni animati
- Sherlock Holmes - Indagini dal futuro (Sherlock Holmes in the 22nd Century) - serie TV (1999–2001)

### Anime
- L'impero dei cadaveri - film (2015)
- Case File nº221: Kabukicho - serie TV (2019-2020)
- Moriarty the Patriot - serie TV (2020-2021)

## Cortometraggi

### 1900
- Sherlock Holmes Baffled, regia di Arthur Marvin - cortometraggio (1900)
- Adventures of Sherlock Holmes, regia di J. Stuart Blackton - cortometraggio (1905)
- Sherlock Holmes i Livsfare - cortometraggio (1908)
- Sherlock Holmes in the Great Murder Mystery - cortometraggio (1908)
- Sherlock Holmes II - cortometraggio (1909)
- Droske 519 - cortometraggio (1909)
- Den graa dame - cortometraggio (1909)

### 1910
- Sherlock Holmes i Bondefangerklør - cortometraggio (1910)
- Sangerindens Diamanter - cortometraggio (1910)
- Den sorte hætte - cortometraggio (1911)
- Den sorte Haand - cortometraggio (1911)
- Den forklædte barnepige - cortometraggio (1911)
- Den stjaalne millionobligation - cortometraggio (1911)
- Hotelmysterierne - cortometraggio (1911)
- A Confidence Trick - cortometraggio (1911)
- The $500 Reward - cortometraggio (1911)
- The Copper Beeches, regia di Adrien Caillard - cortometraggio (1912)
- Flamme d'argent - cortometraggio (1912)
- Le mystère de Val Boscombe - cortometraggio (1912)
- Le ruban moucheté - cortometraggio (1912)
- The Beryl Coronet - cortometraggio (1912)
- The Stolen Papers - cortometraggio (1912)
- The Reigate Squires - cortometraggio (1912)
- The Musgrave Ritual - cortometraggio (1912)
- Sherlock Holmes Solves the Sign of the Four - cortometraggio (1913)
- Detektiv Braun - cortometraggio (1914)
- A Study in Scarlet – cortometraggio (1914)
- The Crogmere Ruby - cortometraggio (1915)
- The Crimson Sabre - cortometraggio (1915)

### 1920
- The Beryl Coronet - cortometraggio (1921)
- A Case of Identity - cortometraggio (1921)
- The Devil's Foot - cortometraggio (1921)
- The Dying Detective - cortometraggio (1921)
- The Man with the Twisted Lip - cortometraggio (1921)
- The Noble Bachelor - cortometraggio (1921)
- The Red-Haired League - cortometraggio (1921)
- The Resident Patient - cortometraggio (1921)
- A Scandal in Bohemia - cortometraggio (1921)
- The Yellow Face - cortometraggio (1921)
- The Copper Beeches - cortometraggio (1921)
- The Empty House - cortometraggio (1921)
- The Priory School - cortometraggio (1921)
- The Solitary Cyclist - cortometraggio (1921)
- The Tiger of San Pedro - cortometraggio (1921)
- The Abbey Grange - cortometraggio (1922)
- Charles Augustus Milverton - cortometraggio (1922)
- The Naval Treaty - cortometraggio (1922)
- The Norwood Builder - cortometraggio (1922)
- The Red Circle - cortometraggio (1922)
- The Reigate Squires - cortometraggio (1922)
- The Second Stain - cortometraggio (1922)
- Black Peter - cortometraggio (1922)
- The Boscombe Valley Mystery - cortometraggio (1922)
- The Bruce Partington Plans - cortometraggio (1922)
- The Golden Pince-Nez - cortometraggio (1922)
- The Greek Interpreter - cortometraggio (1922)
- The Musgrave Ritual - cortometraggio (1922)
- The Six Napoleons - cortometraggio (1922)
- The Stockbroker's Clerk - cortometraggio (1922)
- Silver Blaze - cortometraggio (1923)
- The Blue Carbuncle - cortometraggio (1923)
- The Cardboard Box - cortometraggio (1923)
- The Disappearance of Lady Frances Carfax - cortometraggio (1923)
- The Engineer's Thumb - cortometraggio (1923)
- The Gloria Scott - cortometraggio (1923)
- His Last Bow - cortometraggio (1923)
- The Missing Three Quarter - cortometraggio (1923)
- The Mystery of Thor Bridge - cortometraggio (1923)
- The Speckled Band - cortometraggio (1923)
- The Three Students - cortometraggio (1923)
- The Crooked Man - cortometraggio (1923)
- The Final Problem - cortometraggio (1923)
- The Mystery of the Dancing Men - cortometraggio (1923)
- The Stone of Mazarin - cortometraggio (1923)
- The Sign of Four - cortometraggio (1923)

### Dal 1970
- The Case of the Metal Sheathed Elements, regia di Sidney Mould e Clive Mitchell - cortometraggio (1973)
- Sherlock Holmes à Trouville, regia di Hervé Ganem - cortometraggio (2001)
- La dernière enquête de Sherlock Holmes, regia di Gaël Grobéty - cortometraggio (2010)
- Sherlock Holmes and the Case of the Mysterious Vampire, regia di Andy Due e Dustin Tylman - cortometraggio (2012)
- Sherlock Uncovered - cortometraggio TV (2012)
- Sherlock Holmes vs Frankenstein, regia di Gautier Cazenave - cortometraggio (2012)
- The Adventures of Shakespeare and Watson: Detectives of Mystery, regia di Christopher Piazza - cortometraggio (2013)
- Sherlock Holmes and the Stolen Emerald, regia di Céline Terranova - cortometraggio (2013)
- The Doctor's Case, regia di Matt Matlovich - cortometraggio (2013)
- Sherlock - The Scarlet Rose, regia di Jordan Paley - cortometraggio (2013)
- Sherlock Holmes and the Case of his Missing Girlfriend, regia di Sofia Papitto - cortometraggio (2013)